# Sandra Reinstadler
Sandra Reinstadler (* 30. Januar 1988) ist eine Schweizer Unihockeyspielerin. Während ihrer Karriere stand sie beiden den Nationalliga-A-Vertreter Zug United und den Unihockey Red Lions Frauenfeld sowie dem Nationalliga-B-Verein UHC Zugerland unter Vertrag.

## Karriere

### Verein
Reinstadler begann ihre Karriere beim Iron Marmots Davos-Klosters. 2012 wechselte sie zu UHC Zugerland in die erste Mannschaft der Nationalliga-B-Vertreters und wurde Stammspielerin. 2015 erfolgte ihr Wechsel zu Zug United, dem Partnerverein des UHC Zugerland. Für Zug United absolvierte sie in der ersten Spielzeit 24 Begegnungen und erzielte dabei je ein Tor und einen Assist. In der Saison 2016/17 gelang ihr ein Assist. Am 11. April 2017 gab Zug United den Abgang Reinstadlers bekannt.
Anschliessend unterschrieb sie für die Saison 2017/18 bei Unihockey Red Lions Frauenfeld. Nach ihrer zweiten Saison in Frauenfeld beendete Reinstadler ihre Karriere. Für die Red Lions lief sie in 41 Partien auf und erzielte dabei einen Treffer und einen Assist.

### Nationalmannschaft
Seit 2009 spielt Reinstadler für die italienische Nationalmannschaft. Reinstadler nahm an sechs WM-Qualifikationen teil, konnte sich mit Italien jedoch nie für eine Weltmeisterschaft qualifizieren. Zudem nahm sie mit der italienischen Nationalmannschaft an drei Turnieren teil. Insgesamt erzielte sie für Italien sieben Tore und steuerte zwölf Assists in 32 Partien bei. 2019 beendete Reinstadler ihre Nationalmannschaftskarriere.